# Nicanor Perlas
Nicanor Perlas, nome completo Nicanor Jesus "Nicky"/"Nick" Pineda Perlas, III (Manila, 10 gennaio 1950 – 14 agosto 2025), è stato un politico, attivista e ambientalista filippino.
Vinse nel 2003 il Right Livelihood Award (anche noto come "Premio nobel alternativo") con la seguente motivazione: per l'eccezionale sforzo compiuto per educare la società civile sugli effetti della globalizzazione controllata dalle grandi imprese, e per come possono essere realizzate alternative ad essa. 

## Biografia
Nicanor Perlas era figlio di Jesus C. Perlas, Sr. e Anunciacion M. Pineda. Completò gli studi di base nel 1964 e i secondari nel 1968 nella scuola superiore dell'Università Ateneo de Manila. In questi anni fu atleta dell'anno e fu insignito della medaglia d'argento di Matematica e Scienza nel 1968.
Si laureò con lode in Scienze agrarie nella Facoltà di Agraria dell'Università Xavier - Ateneo de Cagayan, (con specializzazione in Agronomia ed Economia). Fu costretto ad interrompere gli studi per ottenere la laurea magistrale dopo essere stato coinvolto nelle proteste contro l'impianto nucleare di Bataan durante la presidenza di Ferdinand Marcos.
Si presentò come candidato alle elezioni presidenziali del 2010 .
E' morto nell'agosto del 2025.

## Vita privata
Ha divorziato dalla cittadina americana Kathryn Carpenter con cui ha avuto con lei un figlio, Christopher Michael Perlas.